# Водлозерское общество
Водлозерское общество — сельское общество, входившее в состав Даниловской волости Повенецкого уезда Олонецкой губернии.
Общество объединяло населённые пункты, расположенные возле Тихвиноборского погоста, на озере Видлозере и на территориях, прилегающих к ним.
В настоящее время территория общества относится к Медвежьегорскому району Карелии.
Согласно «Списку населённых мест Олонецкой губернии по сведениям за 1905 год» общество состояло из следующих населённых пунктов:
| Номер по порядку | Название населённого пункта                                   | Название реки или озера, на котором расположено поселение | Расстояние до уездного города в верстах |
| 4121             | 1. Тихвиноборский погост (Видлозеро 1-е и 2-е и Данилово 2-е) | Оз. Видлозеро                                             | 53                                      |
| 4122             | 2. Волозеро                                                   | Оз. Волозеро                                              | 63                                      |
| 4123             | 3. Тагозеро                                                   | Оз. Тагозеро                                              | 89                                      |
| 4124             | 4. Вонгозеро                                                  | Оз. Вонгозеро                                             | 100                                     |
| 4125             | 5. Якушова гора                                               | Оз. Масельское                                            | 98                                      |
| 4126             | 6. Куккозеро                                                  | Оз. Куккозеро                                             | 98                                      |
| 4127             | 7. Остречье                                                   | Оз. Остречье                                              | 99                                      |
| 4128             | 8. Пурнозеро                                                  | Оз. Пурнозеро                                             | 93                                      |
| 4129             | 9. Пельяки                                                    | Река Возрица                                              | 39                                      |
| 4130             | 10. Пигматка                                                  | Оз. Онего                                                 | 34                                      |
| 4131             | 11. Габсельга                                                 | Река Ижмукса                                              | 15                                      |
| 4132             | 12. Лобское                                                   | Оз. Лобское                                               | 29                                      |